# Cauza Moldovan contra României
Cauza Moldovan ș. a. contra României a fost un proces purtat la CEDO de către victimele violențelor interetnice de la Hădăreni, proces în care CEDO a dat câștig de cauză reclamanților.

## Premisele revoltei de la Hădăreni în care au fost implicați cetățeni români
Cazul analizat de CEDO se limitează la întâmplările din momentul izbucnirii revoltei dintre cei implicați în evenimentele de la Hădăreni.

## Starea de fapt reținută în sentința CEDO
În seara zilei de 20 septembrie 1993, într-un bar din centrul satului Hădăreni (județul Mureș) a izbucnit o încăierare. Rapa Lupian Lăcătuș și Aurel Pardalian Lăcătuș, doi frați țigani, împreună cu alt țigan, Mircea Zoltan, au început să se certe cu un etnic român, Chețan Gligor. Confruntarea verbală a degenerat în una fizică, care s-a terminat prin moartea lui Chețan Crăciun, care venise în ajutorul tatălui său. Cei trei țigani au părăsit în fugă locul faptei și s-au adăpostit în casa unui vecin.
În scurt timp, vestea despre incident s-a răspândit și un număr mare de săteni, maghiari și români, au aflat despre moartea lui Chețan Crăciun. Mânioși, ei s-au adunat ca să-i găsească pe țigani. Gloata înfuriată a ajuns la casa în care se ascundeau cei trei, și le-a cerut să iasă afară. În mulțime se aflau și membri ai forțelor de poliție locale, din Hădăreni, între care și șeful poliției, Ioan Moga, precum și sergentul Alexandru Șușcă, care auziseră despre incident. Când frații au refuzat să iasă, mulțimea a dat foc casei. În timp ce flăcările mistuiau casa, frații au încercat să fugă, dar au fost prinși de gloata care i-a bătut și i-a lovit cu araci de vie și pari. Cei doi frați au murit în seara aceleiași zile. Mircea Zoltan a rămas în casă, unde a murit ars. Se pare că polițiștii prezenți nu au făcut nimic pentru a opri aceste atacuri. Petiționarii au afirmat că, din contra, poliția a chiar a solicitat și a permis distrugerea tuturor proprietăților țiganilor din Hădăreni.
În seara aceleiași zile, sătenii au hotărât să-și verse mânia asupra tuturor țiganilor care trăiau în sat și au început să ardă locuințele și alte proprietăți ale țiganilor din Hădăreni. Răzmerița a continuat până în ziua următoare. În total, treisprezece case de țigani, aparținând petiționarilor, au fost distruse. Petiționarii au dat următoarele declarații:
1. Iulius Moldovan - petiționarul a afirmat că cei trei țigani au fost uciși pe proprietatea sa în data de 20 septembrie 1993. Casa lui și dependințele au fost incendiate și distruse.
2. Melenuța Moldovan - petiționara a afirmat că atât casa ei cât și posesiunile anexe au fost distruse de foc.
3. Maria Moldovan - petiționara a declarat că în seara zilei de 20 septembrie o mulțime înfuriată a apărut la ușa ei, a intrat în casă și i-a distrus tot ceea ce avea. Apoi mulțimea a dat foc casei ei și ea a privit cum flăcările o distrugeau. A doua zi când ea s-a reîntors acasă cu soțul și fiica ei, s-a întâlnit cu o mulțime înfuriată de săteni. Polițiștii Ioan Moga, Alexandru Șușcă și Florin Nicu Drăghici au pus mâna pe ea, i-au dat cu spray în față și apoi au continuat să o lovească. Costică Moldovan a fost martor la aceste evenimente. Colonelul Drăghici a tras și el după Costică Moldovan și familia sa pe când încercau să se întoarcă acasă să dea de mâncare la porci. Petiționara a mai afirmat că a fost avariată casa și că a pierdut bunuri și posesiuni.
4. Otilia Rostaș - petiționara a declarat că în seara zilei de 20 septembrie 1993 a aflat de la fiica ei de unsprezece ani ce se întâmpla la Hădăreni. Fiica ei i-a zis că un vecin spusese că sătenii voiau să omoare pe toți țiganii ca răzbunare pentru moartea lui Chețan Crăciun. Fiindu-i teamă pentru siguranța copiilor ei, petiționara i-a dus la casa mamei sale. Mai târziu, în acea seară, când s-a reîntors, ea a observat mai mulți oameni adunați în fața curții, aruncând cu pietre și cu bucăți de lemne, care în final au dat foc casei. Pe când alerga spre casa mamei ei, a văzut trei oameni cu ciomege care îndemnau mulțimea să dea foc și casei mamei sale. În câteva minute, casa mamei sale era în flăcări. În ziua următoare petiționara a încercat să se întoarcă la ce mai rămăsese din casa ei pentru a evalua pagubele. În timp ce se apropia de proprietatea ei a fost amenințată verbal și fizic de o mulțime de săteni revoltați și de polițiști. Un sătean a amenințat-o cu o lopată iar alții au aruncat cu pietre după ea. Sătenii, inclusiv polițiștii prezenți, au împiedecat-o să se ducă la ce mai rămăsese din casa ei. Temându-se pentru siguranța ei, petiționara și copiii ei au părăsit Hădăreniul. Mai târziu, în aceeași zi, ea a mai încercat încă o dată să se reîntoarcă la casa ei împreună cu ceilalți țigani. De această dată, petiționara a găsit drumul spre casa ei blocat în întregime de o mulțime și mai mare de săteni cu ciomege. Prin mulțime erau și polițiști. În mulțimea de săteni revoltați petiționara l-a recunoscut pe polițistul Nicu Drăghici. O mașină a poliției chiar a urmărit pe petiționară și pe ceilalți țigani, care încercau să se întoarcă la casele lor, trăgând cu arma după ei și avertizându-i să părăsească satul. Petiționara a declarat că a fost distrusă casa ei și că a pierdut bunuri de valoare.
5. Petru (Gruia) Lăcătuș a declarat că a fost distrusă casa lui și cele trei mașini pe care le avea în curte.
6. Florea Maria Zoltan - petiționara a declarat că în noaptea de 20 septembrie soțul său Mircea Zoltan și cei doi frați ai ei, Rapa Lupian Lăcătuș și Aurel Pardalian Lăcătuș, au fost uciși în mod brutal în revolta de la Hădăreni. Ea a mai declarat că una dintre cele treisprezece case ale țiganilor incendiate în acea seară îi aparținuse mamei sale decedate, Cătălina Lăcătuș.
7. Petru (Dîgăla) Lăcătuș - petiționarul a declarat că a fost distrusă casa sa și că a pierdut bunuri de valoare. Soția lui pe vremea incidentelor era însărcinată și deoarece a fost bătută și a trecut printr-o spaimă mare, copilul s-a născut cu creierul afectat.